# Paulo Alexandrovich da Rússia
Paulo Alexandrovich Romanov (em russo:Павел Александрович), (3 de outubro de 1860 - 24 de janeiro de 1919) foi o oitavo filho do Czar Alexandre II da Rússia e da sua primeira esposa Maria Alexandrovna.
O seu nascimento foi comemorado com a criação da cidade de Pavlodar no Cazaquistão. Entrou no exército russo e subiu na carreira até ser nomeado general, mas era conhecido pela sua gentileza, fervor religioso e acessibilidade em falar com as pessoas.

## Biografia

### Primeiro casamento
A família imperial russa mantinha ligações familiares fortes com a família real grega. Em 1866, o irmão mais velho de Paulo, o futuro czar Alexandre III da Rússia, casou-se com a princesa Dagmar da Dinamarca, irmã do rei da Grécia e, em 1867, a prima directa de Paulo, a grã-duquesa Olga Constantinovna, tornou-se rainha da Grécia ao casar-se com o mesmo. Paulo, na altura com 7 anos de idade, começou a ser levado ocasionalmente pelo seu irmão mais velho às reuniões de família que ocorriam todos os anos na Dinamarca e onde participavam todos os irmãos da sua cunhada Maria e os seus filhos.

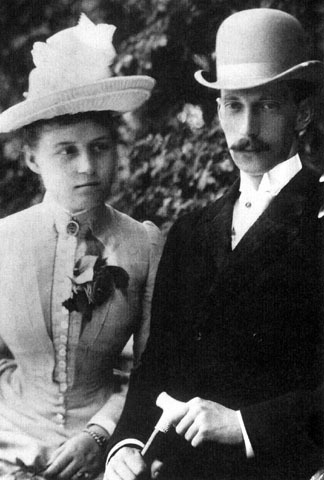
Paulo Alexandrovich com a sua primeira esposa, a princesa Alexandra da Grécia

Assim, Paulo conheceu a sua futura esposa, a princesa Alexandra da Grécia praticamente desde o momento em que ela nasceu, encontrando-se com ela várias vezes tanto na Dinamarca como na Rússia onde ela passava longos períodos a visitar os seus parentes Romanov. Posteriormente Paulo começou a apaixonar-se pela sua energética prima.
Durante o resto do ano Paulo vivia em aposentos particulares no Palácio de Inverno, perto do seu irmão Alexandre, onde mantinha uma vida calma e simples. O seu círculo de amigos era bastante restrito devido à sua timidez natural e ele raramente deixava o palácio devido aos seus problemas de saúde. Os médicos chegaram mesmo a temer que ele estivesse a mostrar os primeiros sintomas de tuberculose (uma doença que já tinha afectado o seu irmão Nicolau) por volta de 1887, mas ele conseguiu recuperar-se rapidamente.
Paulo era muito chegado ao seu irmão, o grão-duque Sérgio Alexandrovich da Rússia e à cunhada, a grã-duquesa Isabel Feodorovna. A antiga princesa de Hesse já conhecia os dois irmãos desde a sua infância devido às visitas frequentes que eles realizavam a Darmstadt na companhia da mãe, a imperatriz Maria Alexandrovna, ela própria uma antiga princesa do pequeno grão-ducado alemão. Após iniciar a sua educação militar, Paulo passou longos anos sem ver a sua futura cunhada e, quando ela chegou a São Petersburgo para se casar, ele ficou surpreendido com a sua beleza e gentileza. Por toda a cidade correram rumores de que o grão-duque mais novo se tinha apaixonado pela noiva do irmão e estes seriam mais tarde cimentados devido ao casamento supostamente infeliz que os dois viveram. Verdade ou não, Paulo e Isabel mantiveram uma amizade forte até ao segundo casamento dele.
Em 1888, Paulo realizou uma viagem a Atenas na companhia do seu irmão Sérgio e da esposa dele. Com o apoio de ambas as famílias e o incentivo da sua cunhada, Paulo finalmente pediu a princesa Alexandra da Grécia em casamento e ela aceitou imediatamente.
O casamento realizou-se no dia 17 de junho de 1889 na capela do Palácio de Inverno. Após a união o jovem casal mudou-se para um palácio no cais do rio Neva, atrás da Igreja da Anunciação e em frente do quartel-geral da marinha.
Depois do casamento a princesa Alexandra iniciou uma amizade profunda com Isabel Feodorovna e os dois casais passavam longos períodos juntos tanto em São Petersburgo como em Moscovo. Os rumores de que Paulo mantinha um romance com a sua cunhada utilizando Alexandra como uma fachada continuaram, mas eles pouco ou nada afectaram a relação entre eles.
A primeira filha, Maria Pavlovna nasceu 10 meses depois do casamento. Recebeu o nome em honra da tia de Alexandra, a czarina Maria Feodorovna e, devido ao elevado número de Marias na família, era chamada pelos familiares de Masha. Tanto Alexandra como Paulo ficaram encantados com a bebé e escolheram criá-la quase sem amas ou governantas.
Quando Alexandra estava grávida de sete meses do seu segundo filho, Isabel e Sérgio convidaram o casal para passar uma temporada em Ilinskoe, a casa de campo que eles tinham nos arredores de Moscovo. Foi lá que a tragédia atingiu a jovem família. A 18 de setembro de 1891 depois de um dia de actividade intensa, Alexandra saltou da margem para um barco em movimento no rio, acabando por cair. A princípio nada de grave parecia ter acontecido, por isso, mesmo apesar dos avisos do marido para o contrário, Alexandra decidiu participar num baile organizado em honra do casal nessa noite. Durante o baile, depois de novamente se esforçar mais do que o recomendado, a grã-duquesa desmaiou com fortes contracções de um parto prematuro. O bebé, grão-duque Demétrio Pavlovich (um dos futuros assassinos de Rasputine) nasceu. No entanto, pouco depois, Alexandra entrou em coma e nunca mais acordou.
Paulo ficou extremamente afectado com a morte inesperada da sua jovem esposa. Alexei Volklov, o seu criado de quarto, recordou:
| “ | A grã-duquesa Alexandra Georgievna morreu depois de dois dias de terrível sofrimento. É bastante impossível para mim descrever o desespero do grão-duque Paulo Alexandrovich. | ” |

No dia do funeral, Paulo tentou atirar-se para a sua sepultura, sendo impedido pelo seu irmão Sérgio e por outros familiares. Devido ao seu grave estado psicológico, os seus dois filhos foram entregues a Sérgio e à sua esposa Isabel Feodorovna enquanto Paulo seguiu para a Crimeia para um longo período de recuperação.

### Segundo casamento

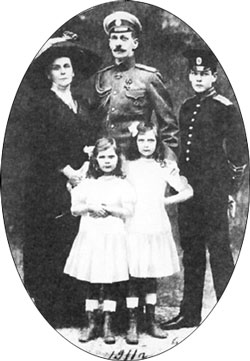
Paulo com a sua segunda esposa e filhos (da esq. para a dir.) Natalia, Irina e Vladimir.

Depois de alguns meses de descanso na Crimeia, Paulo regressou a Moscovo para reaver os seus dois filhos. A família regressou ao seu palácio em Czarskoe Selo onde mantiveram uma vida calma longe dos eventos da corte que se desenrolavam em São Petersburgo. Paulo era um pai dedicado. Devido à falta da sua esposa, contratou amas e governantas para os filhos, mas tentava vê-los em todas as refeições e antes de os enviar para a cama. A sua filha mais velha, Maria Pavlovna, recordou com especial carinho os Natais que passou com o seu pai. Nas suas memórias, Maria descreveu como o pai a mantinha a ela e ao irmão longe da sala de jantar durante o dia inteiro enquanto os empregados faziam os preparativos. Depois ele segurava-lhes a mão e dois empregados abriam as portas duplas, revelando inúmeras mesas cobertas de presentes.
No entanto esta calma familiar veria o seu fim por volta de 1895. Durante uma visita que fez ao seu irmão mais velho, Vladimir, Paulo conheceu o ajudante-de-campo dele, Erich Gerhard von Pistohlkors. Mais tarde, durante uma parada militar em São Petersburgo, o ajudante-de-campo reconheceu o grão-duque e foi cumprimentá-lo, apresentando-lhe a sua esposa e mãe dos seus três filhos, Olga Valerianovna von Pistohlkors. Os dois apaixonaram-se rapidamente e iniciaram um caso extra-conjugal discreto.
O segredo acabou quando em 1897, Olga ficou grávida do filho de Paulo. O grão-duque não queria deixá-la sozinha ou ver o marido dela criar o seu filho, por isso pediu uma reunião com o seu sobrinho, o czar Nicolau II, onde o informou do caso que mantinha com Olga, do filho que ela esperava e, principalmente, das suas intenções para casar com ela. O czar mostrou-se abismado e recusou veementemente conceder quer o divórcio a Olga, quer o casamento a Paulo. A princípio ele aceitou a decisão, mas trouxe Olga para o seu palácio. Em pouco tempo toda a cidade sabia do romance entre o grão-duque e a plebeia casada e o escândalo rebentou.
Numa tentativa de diminuir os rumores, Nicolau chamou o tio ao palácio e disse-lhe que concederia o divórcio a Olga se Paulo prometesse não se casar com ela. Ele concordou, mas tinha todas as intenções de não cumprir a sua palavra. Assim que Olga ficou legalmente divorciada, os dois fugiram da Rússia. Os filhos de Paulo ficaram com o czar e a czarina durante algum tempo e depois foram levados para Moscovo para casa dos tios. Os filhos de Olga ficaram com o primeiro marido dela.
Durante quase dois anos, Olga e Paulo não tiveram uma residência fixa e percorreram a França e a Itália de lés a lés com o filho Vladimir, passando as suas noites em hotéis de luxo. No entanto, em 1902, Olga ficou grávida novamente e o casal decidiu que não poderia continuar a sua vida de nómada. Paulo tinha adiado o casamento na esperança de que o seu sobrinho mudasse de ideias devido ao escândalo provocado pela sua fuga da Rússia, mas a posição de Nicolau permaneceu firme principalmente devido à influência da sua esposa Alexandra Feodorovna. Durante uma estadia em Livorno, na Itália, o grão-duque decidiu arriscar e casou-se oficialmente com a sua amante de sete anos no dia 10 de outubro de 1902. A. A. Mossolov, um membro da corte, recordou mais tarde nas suas memórias:
| “ | Quantas vezes eu tinha discutido estes planos com ela Olga Paley. Aconselhei-a a não deixar o grão-duque avançar com uma cerimónia legal, uma vez que tinha a certeza de que as consequências seriam terríveis. A Mme von Pistohlkors [nome de casada de Olga Paley] respondeu que o czar gostava muito do seu tio e nunca quereria destruir o seu futuro só por ele querer regularizar uma situação que já não era segredo para ninguém. O que aconteceu depois foi mais doloroso do que o pior que eu temia. | ” |

A notícia chegou rapidamente à Rússia e, assim que a ouviu, Nicolau II declarou o seu tio como exilado, com ordens de expulsão da Rússia e despiu-o dos seus títulos, ordens e posições militares. A notícia chegou a Paulo quando ele ainda se encontrava em Livorno através de uma carta escrita pelo seu irmão Sérgio que chegou antes da oficial do Imperador. A decisão constituiu um duro golpe para o grão-duque que, sendo um patriota convicto e um militar dedicado desde a sua infância, se viu desprovido das suas paixões. Mas o pior ainda estava para vir. Mesmo depois de a decisão do imperador estar tomada, Paulo pediu para ficar com os filhos em Paris. Ele aceitaria se Demétrio Pavlovich tivesse de ter a sua educação militar na Rússia, mas acreditava que poderia ficar com Maria Pavlovna. Nicolau II recusou o pedido e entregou a custódia de ambas as crianças ao grão-duque Sérgio Alexandrovich e à grã-duquesa Isabel Feodorovna.
Maria e Demétrio não queriam deixar o pai e escreveram uma carta à tia-avó deles, Maria Feodorovna, a mãe do czar, onde lhe pediam que falasse com o filho para que ele perdoasse Paulo para que eles não o perdessem, mas novamente o pedido foi recusado. A partir de então os dois passaram a ver o pai apenas durante duas ou três semanas nas férias de verão em Paris. As relações entre tio e sobrinho ficaram cortadas.

## Exílio em Paris

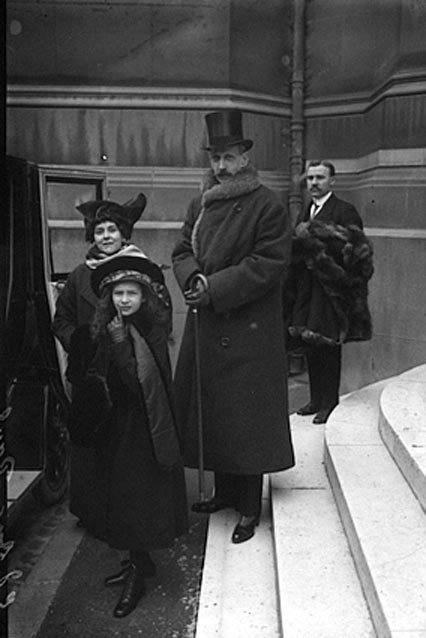
Grão-duque Paulo com a esposa Olga e a filha Irina a sair da Ópera de Paris

No dia 21 de dezembro de 1903, nasceu a primeira filha do casal, Irina Pavlovna Paley que se juntou ao primeiro filho, Vladimir de 6 anos. Para instalar a sua nova família, Paulo comprou a casa da falecida Zinaida Yussupova, avó do príncipe Félix Yussupov, localizada em Boulogne-sur-Seine, Paris. Foi lá que, pouco mais de um ano depois, a 5 de janeiro de 1905, nasceu a filha mais nova do casal, Natália Pavlovna Paley.
Ainda antes do nascimento de Natália, Olga tinha recebido de Leopoldo, Príncipe Regente da Baviera o título de Condessa von Hohenfelsen. O título poderia ser passado para todos os seus filhos com Paulo e demais descendentes e foi com ele que ela se tornou numa das figuras mais celebradas da Paris pré-Primeira Guerra Mundial.
A vida em Paris era simples e monótona. Paulo estava revoltado com a realeza e decidiu educar os seus três filhos como um cidadão comum e não como um grão-duque Romanov. Ao contrário do que acontecia com outras famílias da época, as crianças passavam muito tempo com os pais sempre que possível. Os pais tinham inúmeros eventos sociais, mas nunca dispensavam o convívio com os filhos. Todas as refeições eram tomadas em conjunto, incluindo o pequeno-almoço e o chá da tarde. Vladimir, Irina e Natália foram educados em casa, com tutores particulares e não lhes foi exigido que aprendessem Russo. De facto a língua era apenas utilizada ocasionalmente, principalmente com Paulo. Depois de um dia de lições, as crianças jantavam com os pais e, caso eles tivessem um evento social à noite, rezavam juntos antes de saírem, caso contrário passavam cerca de uma hora juntos na sala particular e eram de seguida enviados para a cama também com as suas orações em dia. Aos domingos a família participava num serviço ortodoxo privado numa igreja próxima.
Maria Pavlovna, a filha mais velha de Paulo, recordou o estilo de vida do pai e da madrasta mais tarde nas suas memórias:
| “ | O meu pai e a minha madrasta mantinham uma vida de simples cidadãos comuns. Relacionavam-se com quem queriam e faziam o que queriam (…) Era para mim uma agradável diversão esquecer a etiqueta durante duas ou três semanas enquanto ficava com eles. Era também uma alegria fazer parte, de tempos a tempos, desta família maravilhosa, porque eles eram verdadeiramente felizes. | ” |

A vida de Paulo em exílio era monótona e afastada da política. Ele acabou por se desinteressar dela, sendo da opinião de que de nada lhe valeria. Ele refugiou-se da frustração de não ter qualquer tipo de função militar e muito menos influência na política a ser levada no seu país, através da sua vida familiar. Tinha grande orgulho no seu filho mais velho, Vladimir, e sempre apoiou o seu talento como músico, pintor e poeta. Com a sua filha Irina tinha uma relação particularmente especial por ela lhe lembrar muito a sua adorada mãe, a imperatriz Maria Alexandrovna, tanto física como mentalmente. Com Natália era muito benevolente, dando-lhe liberdades que não dava aos outros dois filhos do seu segundo casamento.
A sua relação com a esposa foi sintetizada pela sua filha Irina:
| “ | A nossa infância foi maravilhosa porque os nossos pais formavam um casal excepcionalmente unido. | ” |

Paulo regressou à Rússia pela primeira vez em 1905 para ver os filhos após o assassinato do seu irmão mais velho, o grão-duque Sérgio. Ele pediu autorização para assistir ao funeral, mas o Czar temia mais atentados contra grão-duques em Moscovo, por isso negou-a. Não teve autorização para levar a sua esposa e filhos, mas mesmo sabendo que ainda não tinha sido perdoado, voltou a pedir a guarda dos filhos que ficariam sem os tios após a tragédia. Nicolau II recusou novamente acolhendo Demétrio na sua própria casa. Maria foi pressionada a casar. A escolha recaiu sobre o príncipe Guilherme, filho do meio do rei Gustavo V da Suécia.
O pai de Maria não foi informado sobre os planos até ela se referir a eles numa carta e não ficou satisfeito com o facto de ninguém lhe ter pedido opinião sobre a união. Numa carta dirigida a Nicolau II datada de 12 de maio de 1907 ele expressou o seu descontentamento:
| “ | Quanto ao príncipe sueco, o que posso eu dizer sobre ele? (…) Como as crianças estão sob custódia de outros, o pai não tem oportunidade nem de conhecer o noivo nem de se pronunciar a favor ou contra e muito menos de expressar a opinião de que uma menina de 17 anos é demasiado nova para se casar. Os guardiões decidiram tantas questões sem mim que, na verdade, as crianças se distanciaram de mim ao maior nível possível. | ” |

O czar deu autorização ao tio para ir à Rússia conhecer o seu futuro genro, mas durante a sua estadia informou-o de que a sua esposa e filhos do segundo casamento não teriam permissão para estar no casamento. Paulo ficou furioso com a decisão do sobrinho que considerou como uma ofensa pessoal e ameaçou não ir à cerimónia da própria filha se ela se mantivesse, mas no final, depois de um pedido especial de Maria e de Olga, ele acabou por ceder. No entanto deixou bem claro que achava cedo demais para o compromisso. Acabaria por ter razão.

## Primeira Guerra Mundial

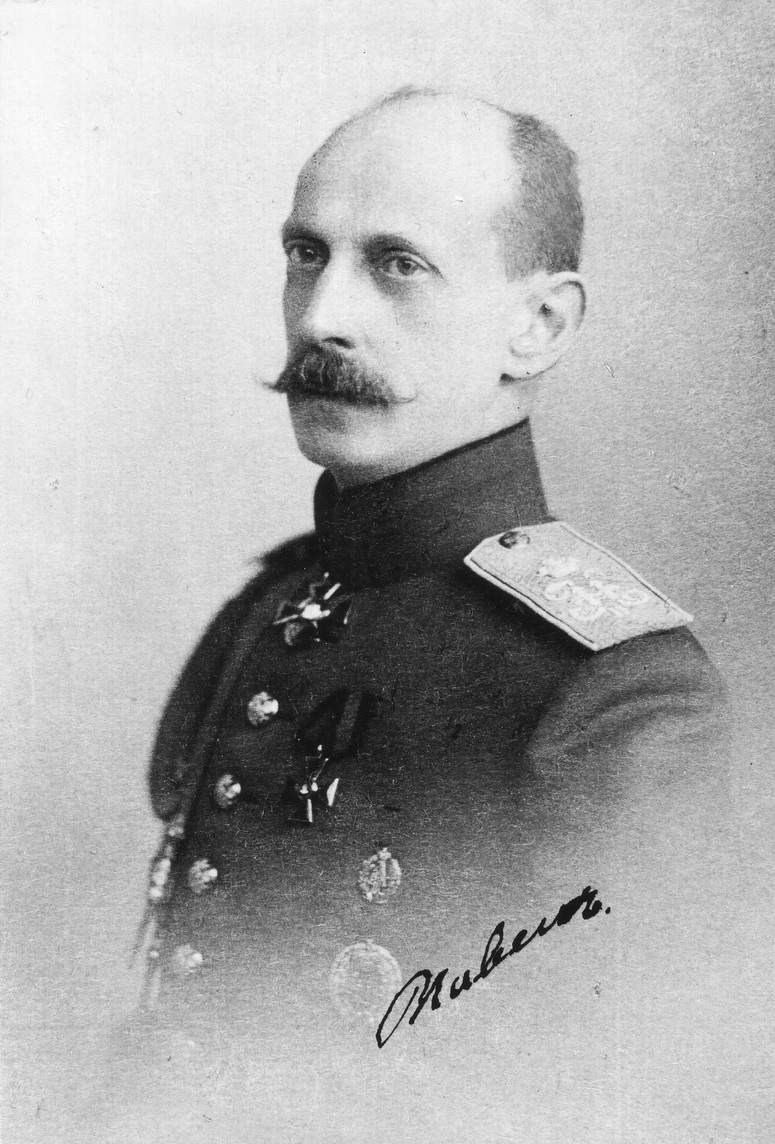
Paulo em 1914

Antes de partir para a guerra, inicialmente sob o comando do corpo da guarda imperial e depois no quartel-general do exército, Paulo passava grande parte do seu tempo a ler, passear, a brincar com as suas filhas mais novas e a levá-las ao circo. Pouco depois do rebentar da guerra, a esposa de Paulo transformou o salão de baile da família numa oficina onde a princesa, as damas de Czarskoe Selo e os seus filhos produziam cobertores, almofadas, lençóis e outros confortos para soldados feridos. No entanto, quase sem que a sua família reparasse, a saúde de Paulo estava a deteriorar-se. Já antes de regressar à Rússia Paulo tinha tido problemas de fígado e tendência a ganhar úlceras no estômago. Durante o inverno de 1915-16 adoeceu gravemente com pleurisia. Estava a perder peso, suspeitava-se que tinha uma infecção na vesícula biliar e chegou-se a discutir a possibilidade de ele precisar de uma intervenção cirúrgica para lhe salvar a vida.
Depois de se recuperar a custo por volta da primavera de 1916, Paulo pediu para ser enviado novamente para a frente de combate. O seu sobrinho Nicolau hesitou, mas no fim acabou por ceder e colocou-o no comando do Corpo Imperial da Guarda em junho do mesmo ano com a condição de que ele se manteria longe da acção. Paulo chamou então o seu filho Vladimir para junto de si, nomeando-o seu ajudante-de-campo. No entanto a acção chegou até junto dos dois mesmo quando eles a tentavam evitar. Os alemães descobriram o esconderijo dos oficiais em Sokoul e bombardeavam-no constantemente, chegando a descarregar setenta bombas sobre ele num espaço de duas horas.
Depois deste incidente, em outubro de 1916, o grão-duque e o seu filho receberam autorização do czar para deixar a frente de combate por dez dias para descansar na Crimeia, onde já se encontravam a esposa e filhas de Paulo. Durante este curto período, a família conseguiu recuperar o estilo de vida a que estava habituada antes da guerra. Nos primeiros dias, Paulo e a esposa faziam pequenos passeios de carro até Yalta, não se atrevendo a ir mais longe devido à saúde da filha mais nova, Natália, que tinha adoecido de gripe logo após a sua chegada. Quando ela recuperou, a família passou a visitar frequentemente o Palácio de Livadia, a residência de verão da família imperial, enquanto os seus ocupantes não estavam lá. A esposa de Paulo achava o novo palácio feio, mas ele guardava memórias felizes do espaço como ele era antes da renovação de 1912, pois tinha sido lá que ele tinha crescido junto da mãe e do irmão Sérgio.
Quando os dias de licença estavam a chegar ao fim, a família decidiu ir visitar a cidade de Mohileff, onde se encontrava o quartel-general das tropas. Lá foram convidados para tomar chá com a czarina viúva, Maria Feodorovna, no dia do seu aniversário. Entre os outros convidados encontrava-se o grão-duque Alexandre Mikhailovivh que pediu a Paulo que fosse ter com ele no dia seguinte para tratar de "assuntos importantes". No encontro que os dois grão-duques tiveram, Alexandre informou-o dos últimos relatórios da polícia sobre os comportamentos escandalosos de Rasputine e como estes estavam a prejudicar a reputação da família e informou Paulo de que todos contavam com ele como a última esperança para mudar a mentalidade do czar em relação à influência que o monge tinha na política do país. Além disso tinha também esperança de que ele o conseguisse convencer a conceder uma constituição à Rússia. Paulo concordou em pedir uma reunião com o sobrinho quando regressasse a Mohileff.
Paulo encontrou-se com o seu sobrinho no dia 5 de dezembro de 1916 quando ele, a esposa e os cinco filhos foram tomar chá com a família Paley na casa que eles tinham arrendado na cidade, no entanto, neste encontro, os dois nunca se encontraram a sós e falaram apenas de assuntos banais. A verdadeira reunião aconteceu no dia 16 de dezembro, já em Czaeskoe Selo, depois de o grão-duque ter sido convidado para jantar com a família imperial. Quando chegou a casa Paulo disse à sua esposa que não tinha conseguido fazer o czar mudar de ideias e que quase tinha perdido a voz de tanto falar. Durante a conversa, Nicolau atribuiu as preocupações sobre Rasputine a propaganda alemã maliciosa e fixou-se na ideia de que o juramento de poder absoluto que tinha feito na sua coroação deveria passar intacto para o seu filho e por isso nunca consentiria uma constituição durante o seu reinado. Ressentido, Paulo regressou ao quartel-general junto do czar no dia 19 de dezembro.

### O assassinato de Rasputine

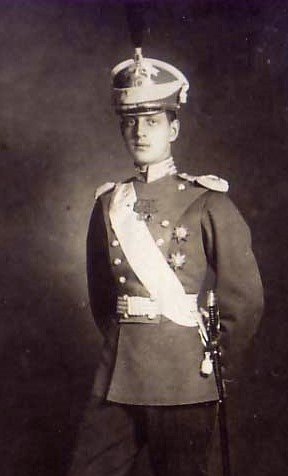
Demétrio Pavlovich, filho do primeiro casamento de Paulo

Quando a notícia da morte de Rasputine foi conhecida, Paulo estava em Mohileff há pouco mais de uma semana. O seu filho Vladimir tinha ficado em Czarskoe Selo com a mãe por causa de uma dor de garganta e ambos souberam da notícia por volta das oito da noite seguinte através de um telefonema. Na altura ainda não se sabia do envolvimento do filho mais velho de Paulo, Demétrio, nos acontecimentos e o sentimento geral dentro da família Romanov era de alívio. Nessa noite Vladimir e Olga Paley estiveram num concerto onde começaram a circular rumores de que um grão-duque teria participado no assassinato e, quando chegaram a casa, souberam de um empregado que muitos acreditavam que tinha sido Vladimir um dos autores do crime.
Ao saber do assassinato, Paulo recebeu imediatamente autorização para regressar a Czarskoe Selo, onde chegou no dia 2 de janeiro de 1917, ainda sem saber dos rumores que envolviam o seu filho. Quando foi informado pela sua esposa, Paulo quis imediatamente ir até São Petersburgo para falar com ele, mas foi convencido a fazê-lo por telefone onde lhe pediu que viesse ter com ele a Czarskoe Selo. Demétrio informou imediatamente o seu pai que, por ordens da imperatriz, tinha sido preso dentro do seu palácio. O grão-duque partiu imediatamente para São Petersburgo onde se encontrou com o seu filho e soube pormenores sobre a noite do assassinato.
O czar decidiu mais tarde castigar severamente os envolvidos neste incidente. Félix Yussupov conseguiu escapar exilando-se numa das suas casas de campo, mas Demétrio Pavlovich foi imediatamente enviado para a frente de combate da Pérsia sem que o seu pai se pudesse despedir dele. A maior parte da família ficou chocada com esta decisão, principalmente tendo em conta a fraca saúde do jovem grão-duque e alguns membros decidiram assinar uma petição, redigida pela princesa Paley, onde pediam a Nicolau II que fosse mais brando na sua sentença. Entre as pessoas que a assinaram encontravam-se a rainha Olga da Grécia, avó materna de Demétrio. No entanto, o czar não ficou sensibilizado e manteve a sua decisão.
Depois deste incidente, as relações entre Paulo e os imperadores ficaram estagnadas. Ele deixou de ser convidado para tomar chá com a família imperial, em grande parte devido à petição que tinha entregue ao czar, e as visitas que prestava ao palácio eram exclusivamente ligadas a assuntos de estado. Paulo, por seu lado, estava também ressentido pelo facto de o sobrinho ignorar frequentemente todos os seus pedidos.

### O manifesto dos grão-duques
Em março de 1917, o ambiente em Czarskoe Selo começou a piorar. No dia 13, depois de regressar de uma reunião com a imperatriz Alexandra, na qual ela o tinha censurado por não ter apoiado o czar em todas as suas decisões (referindo-se ao exílio do seu filho), Paulo foi informado de que uma multidão de trabalhadores se dirigia à cidade com o objectivo de pilhar os palácios da nobreza. Rapidamente o grão-duque conseguiu encontrar refúgio na casa de Madame de Speyer, viúva do antigo embaixador da Pérsia, que trabalhava na oficina do Palácio Paley. O automóvel que levou a família até lá foi parado várias vezes, mas a popularidade de Paulo estava ainda intacta, por isso eles conseguiram chegar ao seu destino.
Na manhã seguinte um carro foi buscar o grão-duque para o levar até ao czar que deveria chegar nesse dia a Petrogado, mas o comboio onde ele viajava foi parado por revolucionários antes de chegar ao seu destino, pelo que Paulo regressou ao palácio na companhia da sua esposa e do filho Vladimir. Nessa mesma tarde, Paulo ditou um manifesto ao seu filho, que o dactilografou, onde exigia ao czar que concedesse uma constituição à Rússia com o objectivo de salvar o trono. O documento percorreu São Petersburgo e foi assinado, além de Paulo, pelos grão-duques Miguel Alexandrovich e Cyril Vladimirovich, e entregue à Duma. Mas era tarde demais. No dia seguinte, Nicolau II abdicou do trono em favor, primeiro do seu filho e, mais tarde, do seu irmão Miguel.

## Revolução, prisão e morte
Segundo as memórias da esposa de Paulo, a princesa Paley, foi Paulo que deu a notícia da abdicação à imperatriz Alexandra Feodorovna na manhã que se seguiu. Alexandra terá reagido calma e dignamente, depositando o seu futuro nas mãos de Deus. Por ser um defensor do direito divino da sucessão, Paulo mostrou-se contra uma regência do seu sobrinho Miguel, mas ficou destroçado quando ele abdicou dos seus direitos, acabando com o reinado da dinastia Romanov.
Depois de os bolcheviques chegarem ao poder, Paulo e a sua família tiveram de lidar com uma situação delicada. As suas propriedades e bens foram confiscados, viviam em constantes inspecções e provocações e, para piorar tudo, o filho mais velho do segundo casamento do grão-duque, Vladimir Paley, foi exilado para os montes Urais em abril de 1918 onde seria assassinado três meses depois.
Em agosto desse ano foi a vez de Paulo ser preso em São Petersburgo. A sua saúde, já fraca, deteriorou-se rapidamente e a sua esposa fez tudo o que podia para o libertar. Os seus esforços de nada valeram. No dia 29 de janeiro de 1919, Paulo foi transferido para a Fortaleza de Pedro e Paulo juntamente com os seus primos, os grão-duques Dmitri Constantinovich, Nicolau Mikhailovich e Jorge Mikhailovich. Todos foram mortos a tiro nas primeiras horas da manhã.
Todos os quatro grão-duques foram enterrados numa vala comum dentro do forte juntamente com os restantes prisioneiros desse dia. A esposa de Paulo pediu o corpo do marido, mas o pedido foi recusado. O corpo nunca foi encontrado.